# Eurymerodesmus goodi
Eurymerodesmus goodi är en mångfotingart som beskrevs av Ottis Robert Causey 1952. Eurymerodesmus goodi ingår i släktet Eurymerodesmus och familjen Eurymerodesmidae. Inga underarter finns listade i Catalogue of Life.